# 甲醛次硫酸氢钠
甲醛次硫酸氢钠（化学式：CH3NaO3S），俗称吊白块、雕白粉、雕白粉C，是甲醛与次硫酸氢钠形成的加合物。

## 制取
锌粉与水配成浆料与二氧化硫反应生成连二亚硫酸锌（ZnS2O4），然后再与锌粉和甲醛作用得碱式甲醛次硫酸氢锌悬浮液，最后用氢氧化钠置换即得甲醛次硫酸氢钠。 也可由连二亚硫酸钠（保险粉）与甲醛液反应而成。从保险粉到甲醛次硫酸氢钠的反应是定量的，生成的产物甲醛次硫酸氢钠比保险粉稳定，较不易氧化，可在较高温度下及较低 pH 值范围内使用，也更容易储存。

## 性质
白色块状或粉末，无嗅或略有韭菜气味。易溶于水，微溶于醇。遇酸分解放出硫化氢，在 pH＞3 时稳定。对碱稳定。有较强的还原性。
一般以二水合物的形式出售（化学式：NaHSO2·CH2O·2H2O）。其中常含亚硫酸氢钠合甲醛（NaHSO3·CH2O·2H2O）。
受潮时放热。80°C 开始分解放出硫化氢。110°C 完全分解，放出新生氢，此时还原性最强。
甲醛次硫酸氢钠可在原位产生次硫酸氢根离子（SO22−），还原性很强，因此可在有机合成用作还原剂。芳香二硫化物与卤代烃在甲醛次硫酸氢钠存在下反应，可得芳香硫醚。
与单质硒和碲作用，可得含有组成大致为 Na2Se2 和 Na2Tex 的化合物的溶液。
与溴化苄作用，发生 S-烷基化生成砜：
{\displaystyle {\rm {\ NaHOCH_{2}SO_{2}+2C_{6}H_{5}CH_{2}Br\rightarrow [C_{6}H_{5}CH_{2}]_{2}SO_{2}+NaBr}}}{\displaystyle {\rm {\ +CH_{2}O+HBr}}}
也可发生 O-烷基化，此时产物将是亚磺酸酯。

## 用途
印染工业中用作棉布、人造丝、短纤维织物等的拔染剂、还原染料。制备合成树脂和合成橡胶时用作氧化还原催化剂。也用作解毒剂、糖类漂白剂、除垢剂、洗涤剂以及用于制备靛蓝染料、还原染料等。
甲醛次硫酸氢钠是拔染印花中应用最多的一种还原剂，能使所染之色消失，故得名雕白粉。

### 濫用
台灣有工廠提供滲有吊白塊的潤餅皮給民間小吃攤，據說使用此工業原料的潤餅皮可以增加餅皮的口感及延展性。但截至2015年3月，新北市衛生局在一次例行抽查中發現，當地67件米製品中，就有40件是潤餅，其中就有二間工廠違規使用吊白塊。
中国大陸有工厂和商家非法将甲醛次硫酸氢钠用于食品加工，影响恶劣。